# Стефан Андерсен
Стефан Андерсен (дан. Stephan Andersen; нар. 26 листопада 1981, Копенгаген) — данський футболіст, воротар клубу «Копенгаген» та національної збірної Данії.

## Клубна кар'єра
Народився 26 листопада 1981 року в місті Копенгагені. Вихованець юнацьких команд футбольних клубів «Брондбю» та «Відовре».
У дорослому футболі дебютував 2000 року виступами за команду клубу «Відовре», в якій провів два сезони.
Протягом 2002—2004 років захищав кольори команди клубу «Академіск».
Своєю грою за останню команду привернув увагу представників тренерського штабу клубу «Чарльтон Атлетик», до складу якого приєднався 2004 року. Відіграв за команду з Лондона, в якій був резервним голкіпером, наступні три сезони своєї ігрової кар'єри.
2007 року уклав контракт з клубом «Брондбю», у складі якого провів наступні чотири роки своєї кар'єри гравця.
До складу французького «Евіана» приєднався у серпні 2011 року. Протягом першого сезону в новому клубі відіграв за команду з Гаяра 30 матчів в національному чемпіонаті. Втім наступного сезону втратив місце в основі французької команди і по його завершенні перейшов до іспанського клубу «Реал Бетіс», в якому також постійної ігрової практики не мав.
Першу половину 2014 року провів в оренді в нідерландському «Гоу Ехед Іглз», після чого повернувся на батьківщину, уклавши контракт з клубом «Копенгаген».

## Виступи за збірну
2004 року дебютував в офіційних матчах у складі національної збірної Данії. Провів у формі головної команди країни 28 матчів.
У складі збірної був учасником чемпіонату Європи 2004 року у Португалії, чемпіонату світу 2010 року у ПАР, а також чемпіонату Європи 2012 року в Україні та Польщі.

## Титули і досягнення
- Чемпіон Данії (3):

«Копенгаген»: 2015-16, 2016-17, 2018-19
- Володар Кубка Данії (4):

Брондбю: 2007-08
«Копенгаген»: 2014-15, 2015-16, 2016-17